# Тодорова неделя
То̀дорова неделя (Ту̀дурица, Ту̀дурска неделя, Трѝмирна неделя, Суха неделя, Луда неделя, Гладна неделя, Черна неделя, Глуха неделя, Кукерска неделя) в българския народен календар се нарича седмицата от Сирни заговезни до Тодоровден (първата седмица от Великия пост). Тодорова неделя е свързана с най-строг пост – тримирѐне.

## Народни вярвания
В народните представи се схваща като лош и опасен период – както за хората, така и за приплода и за реколтата. В Източна и Югоизточна България се смята за лоша („хаталия“) седмица; вярва се, че който се разболее през нея не може да се излекува (Елховско) и че „глухият Тодор“ причинява глухота и изсъхване на хора и посеви (Странджа). В Ловешко и Плевенско седмицата е нечиста („разпуловна“) и се смята, че през това време нощем ходят таласъми, караконджули и др. подобни, „св. Тодор на бял кон и баба Тудорица“. Спорадично се среща и вярването, че ако пиле, излюпило се от яйце, което е снесено през Тодоровата неделя, прескочи мъртвец, то той ще се превъплъти.
Тези вярвания са довели до множество забрани, главно по отношение на жените: вечер да не закъсняват, да не правят седенки, за да не ги срещне и напакости св. Тодор; не се оре и сее, за предпазване от градушка (Средна Северна България); не се пере и не се сушат дрехи, за предпазване от глухота и изсъхване (Странджанско); не се вари вода и не се меси хляб с квас, за да няма червеи по житните храни (Кюстендилско) и др. Това е отразено и в различните названия на целия период и на отделните дни от седмицата.
Във вярванията Тодоровата неделя е една от трите „сестри“ – втората е Русалската неделя, а третата е Мръсната неделя след Коледа, Празната неделя след Великден или Средпостната неделя. През тези седмици има сходни забрани.
За всеки ден от тази седмица, от понеделник до събота включително, има определени забрани и обредни действия.
Дните от тази седмица, които са важни във вярванията са от понеделник до събота включително.

### Понеделник
Понеделникът от тази седмица е наричан Чист понеделник или заради свързаните с него обичаи Песи понеделник или Кукеровден.
В по-голямата част от България на Чист понеделник се провеждат кукерските игри – карнавален маскарад със специфична сложна драматургия.
На този ден се извършва ритуално люлеене на кучетата за предпазването им от болестта бяс. Този обичай, наричан също цирене или тричане на кучетата, в по-далечното минало широко разпространен, още в края на XIX век вече има ограничено разпространение, главно в Източна Тракия. При него младежите от дадено село извеждат кучетата си на определено място извън него и ги залюляват по три път на специално приготвена люлка. На някои места вместо това кучетата се пускат да бягат из селото със завързана за опашката кратунка с пепел.
На места (Добруджа, Странджа, Югозападна България) денят се свързва с мишките. Палят се огньове, за гонене на змии и гущери (Добруджа), някъде пекат „змиюрки“ – малки хлебчета с форма на змия, за предпазване от змийско ухапване.

### Вторник
Вторникът на Тодоровата неделя е известен като Чърн (Черен) вторник, Сух вторник, Глух вторник или Усо̀вски вторник. За него се смята, че е най-лошият от всички вторници, които по-начало са смятани за най-лошите дни в седмицата – според поверията във вторник не се започва нова дейност, не се тръгва на път, не се сее, не се сключват сделки, защото започнатото във вторник ще бъде несполучливо. Ако някой човек твърде често е сполетяван от нещастия, за него се казва, че е роден на Чърн вторник.
Денят е смятан и за „началника на сушата“, затова се почита и против суша. Свързаните с това обичаи са по-широко разпространени в далечното минало, а в края на XIX век продължават да се спазват в Плевенско, Белоградчишко, Къзълагачко. Меси се обреден хляб, който се разчупва на дръвника и с него се канят дъждовните облаци. Залък от хляба се хвърля на покрива за облаците, друг се отнася на нивата, а трети се хвърля в реката за дъгата, за която се вярва, че пие вода от там. Останалата част изяждат прави при стожера на хармана.
Денят се нарича Усовски вторник в ограничен район Плевенско (Тръстеник и др.). На този ден се взема трикрако столче, на което единия крак се намазва с лой, увива се в парцали и се връзва с червен конец, като се пожелава да изсъхне крака на стола, а не на добитъка. Това се прави заради демона усо̀в, който „изсушавал“ краката на домашните животни.

### Сряда
Тази сряда е позната като Луда сряда, а също в някои места като Разполовена сряда и Преговяла сряда. В Източна България завършва строгият тридневен пост и тези, които го спазват, отиват на църква да се комкат, а вечерта се събират на трапеза вкъщи. В Котленско (Медвен и др.) денят е познат като Преговяла сряда, тъй като този, който е тримирил, вечерта отговява и може да започне да се храни.
Почита се за предпазване от лудост и е в пряка връзка с вярването, че всеки човек има на дясното си рамо ангел, а на лявото – дявол, които го напътстват. Ако дяволът вземе превес, то за такъв човек се казва, че „му е слаб ангелът“ и точно този дявол помрачава ума на човека и той полудява. В Тръстеник и други места в Плевенско този ден е известен като Разполовена сряда, защото през него умът на човек можел „да се разполови“, т.е. да полудее.

### Четвъртък
Четвъртъкът от Тодоровата неделя е наричан Въртоглав четвъртък (в някои райони – Плевенско, Еленско – също Въртолома̀) и също се приема за лош ден. Жените не навиват прежда, не въртят чекръка, за да се предпазят хората и овцете от въртоглавост (виене на свят). Не се варят вода и чорби; меси се обреден хляб, от който ядат хората и домашните животни, като част от него се запазва за лек срещу „шемет“ през годината.

### Петък
Петъкът от тази седмица е известен и като Шамотен петък (Шеметен петък). Смятан е за един от дванайсетте най-лоши петъци в годината, на този ден жените не се мият, не се решат и не работят с вретено.

### Събота
Тази събота е наричана още Тодорова събота, Тодорица и др. Това е празникът Тодоровден, който дава името на цялата Тодорова неделя.